# Фатеев, Валерий Петрович
Валерий Петрович Фатеев (род. 1946) — глава администрации Смоленской области. Депутат Совета Федерации Федерального Собрания РФ первого созыва.

## Биография
Родился в 1946 году. Окончил Горьковский государственный университет и Всесоюзный заочный финансово-экономический институт. С 1976 по 1989 — заместитель главного инженера Вяземского филиала Московского прожекторного завода.
24 октября 1991 года назначен главой администрации Смоленской области. 25 апреля 1993 года проиграл губернаторские выборы депутату областного совета Анатолию Глушенкову.
В 1993—1994 гг. был заместителем министра экономики Российской Федерации. С января 1994 по январь 1996 года — депутат Совета Федерации. Представлял Смоленскую область совместно с Глушенковым, совмещал депутатство с должностью заместителя председателя Госкомимущества.
11 января 1999 года был похищен в Чечне в районе населенного пункта Ачхой-Мартан. Фатеев направлялся в Грозный на поиски жены, похищенной в ноябре 1998 года. Отпущен из плена в начале марта 2000 года. В 2002 году выдвигался на очередных выборах главы области, занял четвёртое место.

## Награды
- Медаль «За освоение целинных земель»[4]